# 高平之战
高平之戰是北漢與後周之間的一場戰役，此役後周大勝，为后来北宋統一打下重要基礎。

## 背景
后周显德元年（954年），柴榮繼位後不久，北漢皇帝劉旻聯合遼國乘機南下，打算乘後周內部未穩定，打擊後周的力量。

## 过程
二月，遼國派耶律敌禄率骑兵万余及步兵五万餘人，到达晋阳城（在今太原市境），兩軍会师晋阳，一路攻上潞州（今长治）。北汉主刘旻亲领中军，张元徽领左军，耶律敌禄为右军，阵容严整。後周昭宁节度使李筠派部将穆令均率领两千人马迎击。穆令均中伏被杀，損失千餘人。李筠退回潞州。
柴榮決定親自領兵抵抗北漢的進攻。耶律敌禄观察了后周军的阵势和军容，認為後周军强，不可贸然进攻。劉旻卻不以為然，命张元徽率領东军先进攻。后周的右军主将樊爱能、何徽怯敵，一戰即潰，有上千步兵投降。在高平之戰中柴榮冒着矢石親臨戰場，一開始戰事不利，後周軍右翼潰退的情況下扭轉戰勢，擊潰了北漢軍隊。张元徽的战马被射倒，被后周军斩杀。戰後後周軍隊乘勝追擊，一直攻到太原。三月二十三日，周世宗率军暂屯潞州（今山西长治）。

## 后续
戰後，周世宗將樊愛能、何徽等七十餘名將校斬首，以正軍法。此役趙匡胤表現出色，升殿前都虞候，得以迅速崛起，成為柴榮日後倚重的大將。